# Église Saint-Gilles de Chamalières-sur-Loire
L'église Saint-Gilles est une église catholique située à Chamalières-sur-Loire (Haute-Loire), en France.

## Historique
L'édifice est classé au titre des monuments historiques en 1862.
L’église prieurale Saint-Gilles, édifiée à la fin du XIe ou au début du XIIe siècle, est un exemple représentatif de l’art roman auvergnat. D’inspiration clunisienne, elle se caractérise ― outre par sa taille considérable ― par sa grâce et sa sobriété. On relève par ailleurs des influences arabes, notamment dans la suite d’arcades, dont certaines trilobées, de la façade méridionale, qui peuvent évoquer celles de la cathédrale du Puy-en-Velay.
L’église est constituée de deux parties distinctes, correspondant à deux campagnes de construction : la première comprend la nef de trois travées voûtée en berceau plein cintre, ses bas-côtés à voûte d'arêtes, et les transepts, dont la croisée avec la nef est surmontée d’une coupole sur trompe ; la deuxième se compose du vaste mais harmonieux chœur en cul-de-four, doté de quatre chapelles absidiales rayonnantes. La façade occidentale est flanquée de deux frustes tourelles d’angle rondes. Le chevet se voit à l’extérieur comme s’élevant sur deux étages : en bas, absidioles et arcades sur colonnettes percées de fenêtres, et en haut, sept arcades, également sur colonnettes à chapiteaux sculptés, dont trois sont percées d’un oculus.
L’actuel clocher carré, posé sur la croisée du transept, culminant à 18 mètres, est daté de 1900, et remplace l’ancien clocher, qu’à la Révolution l’on préféra démolir plutôt que de réparer. Il est couronné d’une girouette avec un coq en bronze du XIIe siècle, et héberge trois cloches, dont l’une pèse 420 kg.
À l’intérieur, les chapiteaux sont sculptés d'animaux fantastiques, de végétation et de figures humaines. Sur le revers des deux piliers du chœur subsistent des vestiges de fresques du XIIIe siècle, représentant un Christ pantocrator et une Vierge à l’enfant assise entre deux anges. Certaines dalles de l’église sont en fait des fragments lapidaires de tombeaux dont les gravures illustrent les différentes fonctions des défunts.
À l’entrée de l’église se trouve un bénitier en pierre, taillé au XIIe siècle par des moines de Cluny, et offert ensuite à l’église de Chamalières. Ce bénitier d’environ 1,35 mètre de haut, de forme rectangulaire, est supporté sur chacun de ses côtés par des statues figurant quatre personnages ayant pour point commun d’avoir annoncé la venue du Christ : deux prophètes (Isaïe et Jérémie) et deux rois (David et Salomon). Plusieurs tableaux en pierre monochrome jalonnent la paroi du collatéral gauche.
Est à signaler encore, sur le flanc septentrional de l’édifice, une porte du XIIe siècle, avec voussure historiée.
Du cloître construit au XIIe siècle, qui autrefois jouxtait l’église sur sa face nord, ne subsistent que quelques arcades situées au rez-de-chaussée du bâtiment adossé au transept nord.
L'église bénéficie d'une acoustique particulièrement propice à la musique vocale, et a d’ailleurs accueilli deux concerts à l'occasion de la 41e édition[Quand ?] du festival de La Chaise-Dieu. La qualité acoustique de la nef repose entre autres sur la présence, dans l’abside, d’une trentaine de petites caisses de résonance, dites « échéas », insérées dans les pierres de la voûte, propres à amplifier les sons et à les diffuser dans l’église.

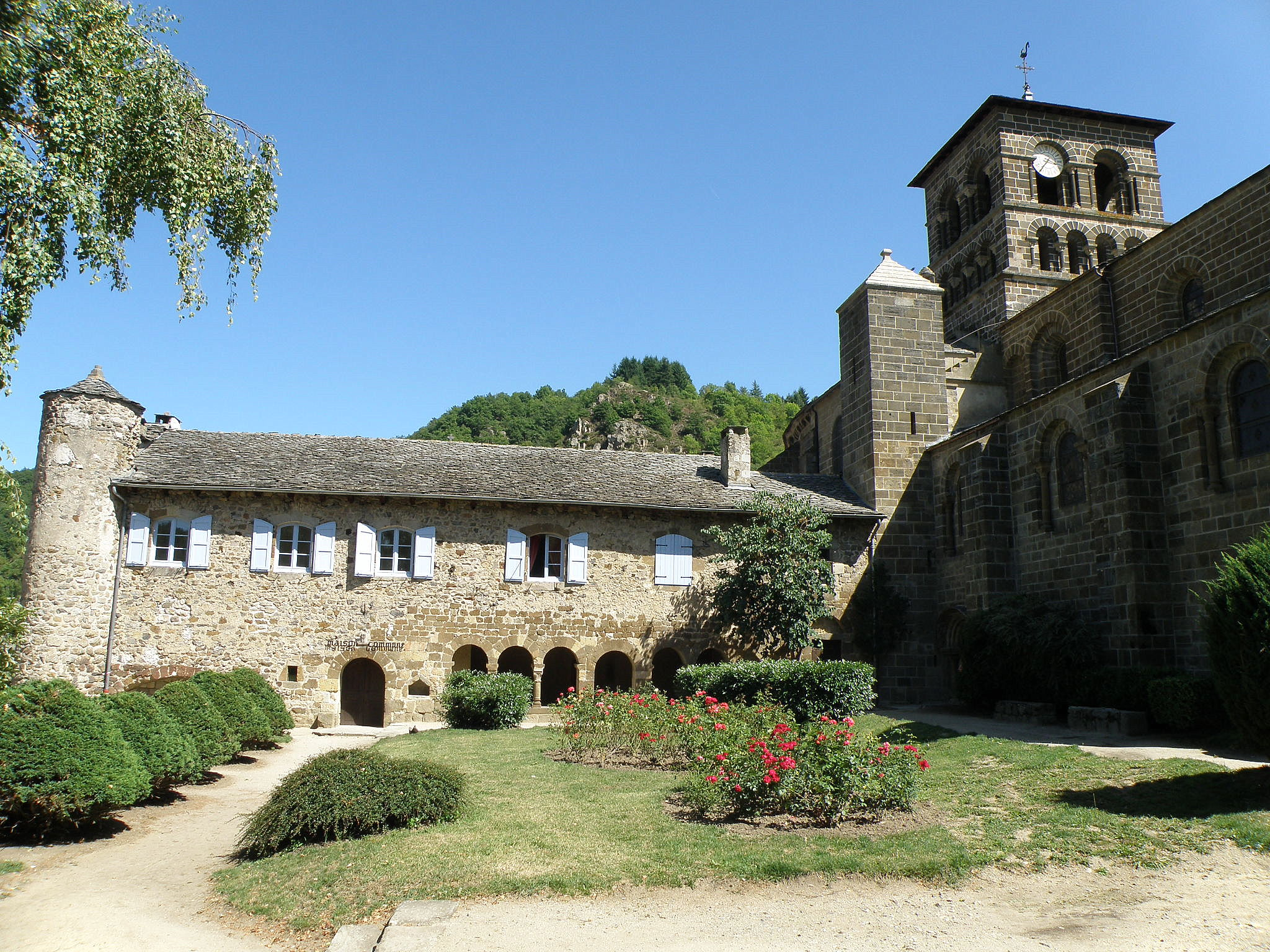
Vestige du cloître (au centre de la photo).
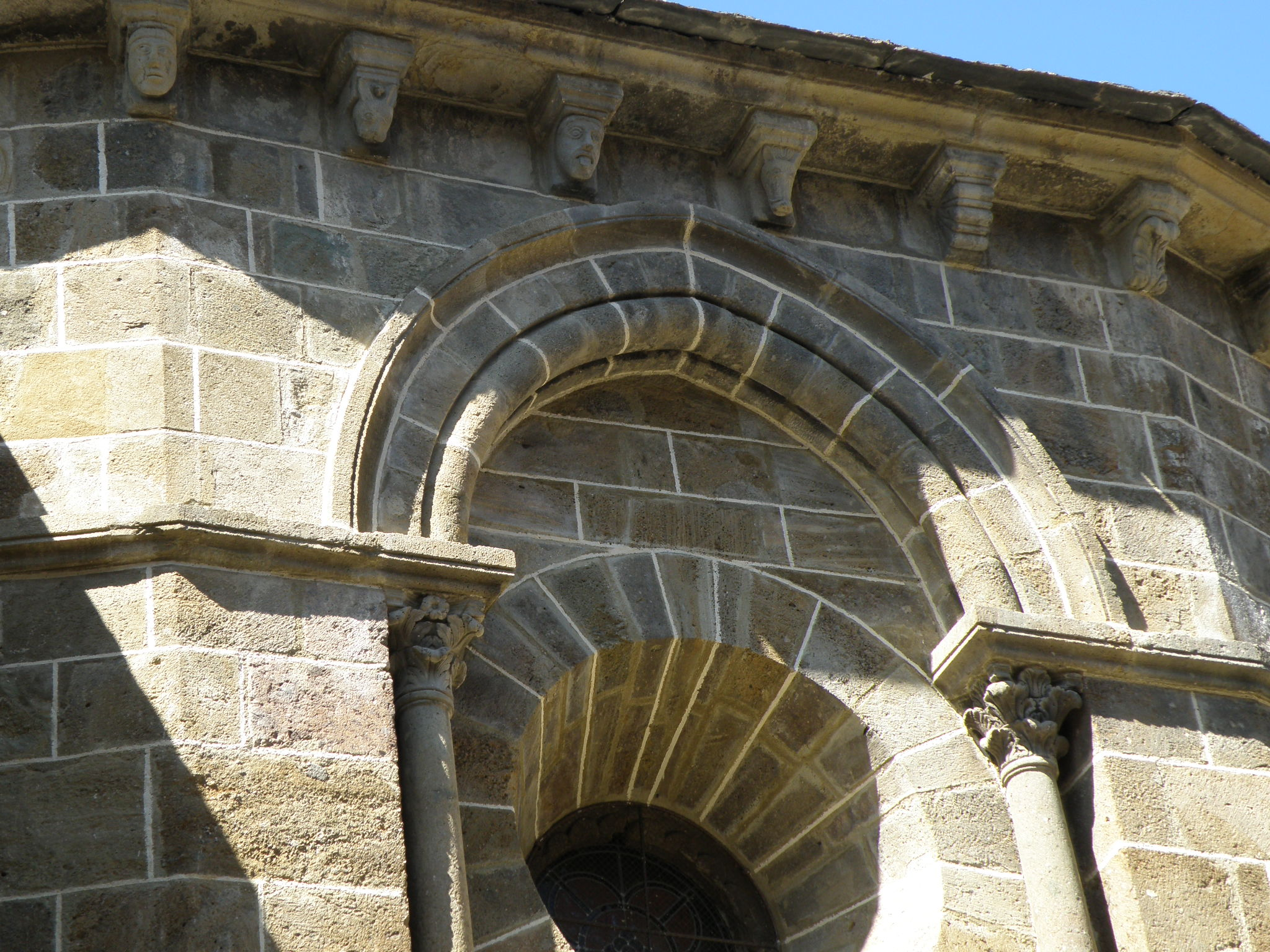
Chapiteaux feuillagés, oculus, consoles historiées.
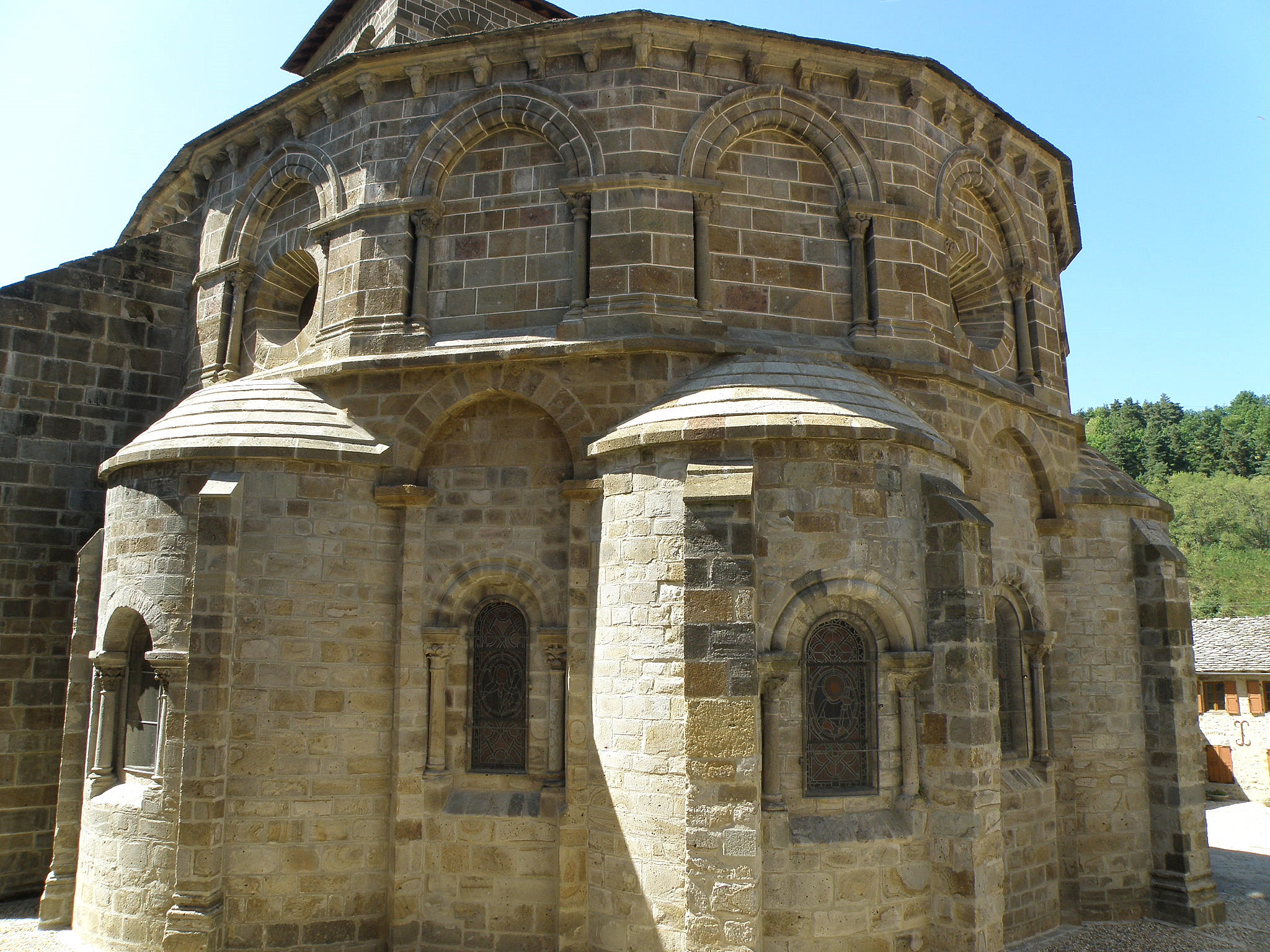
Chœur extérieur.
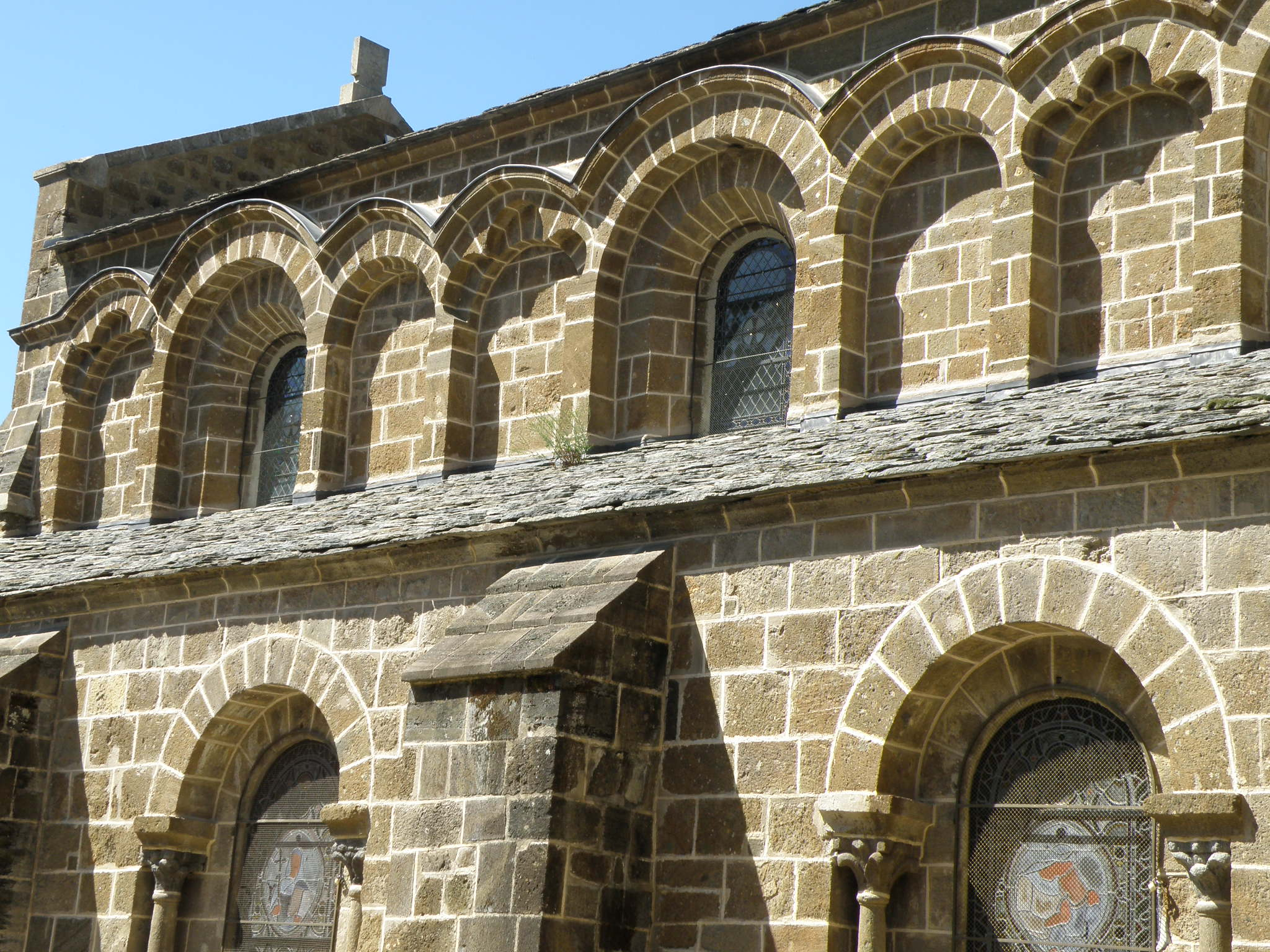
Vue côté sud.
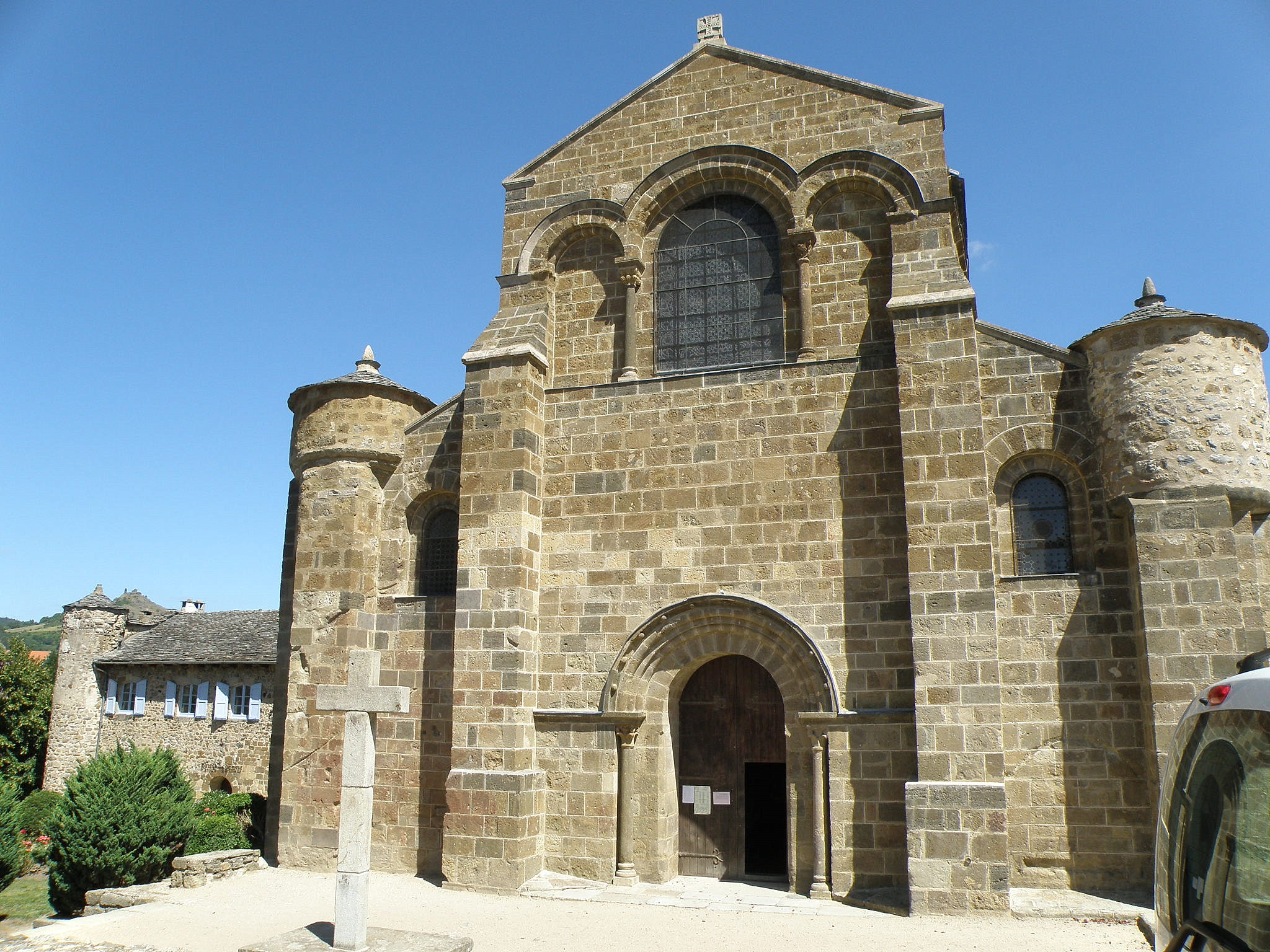
Façade occidentale.
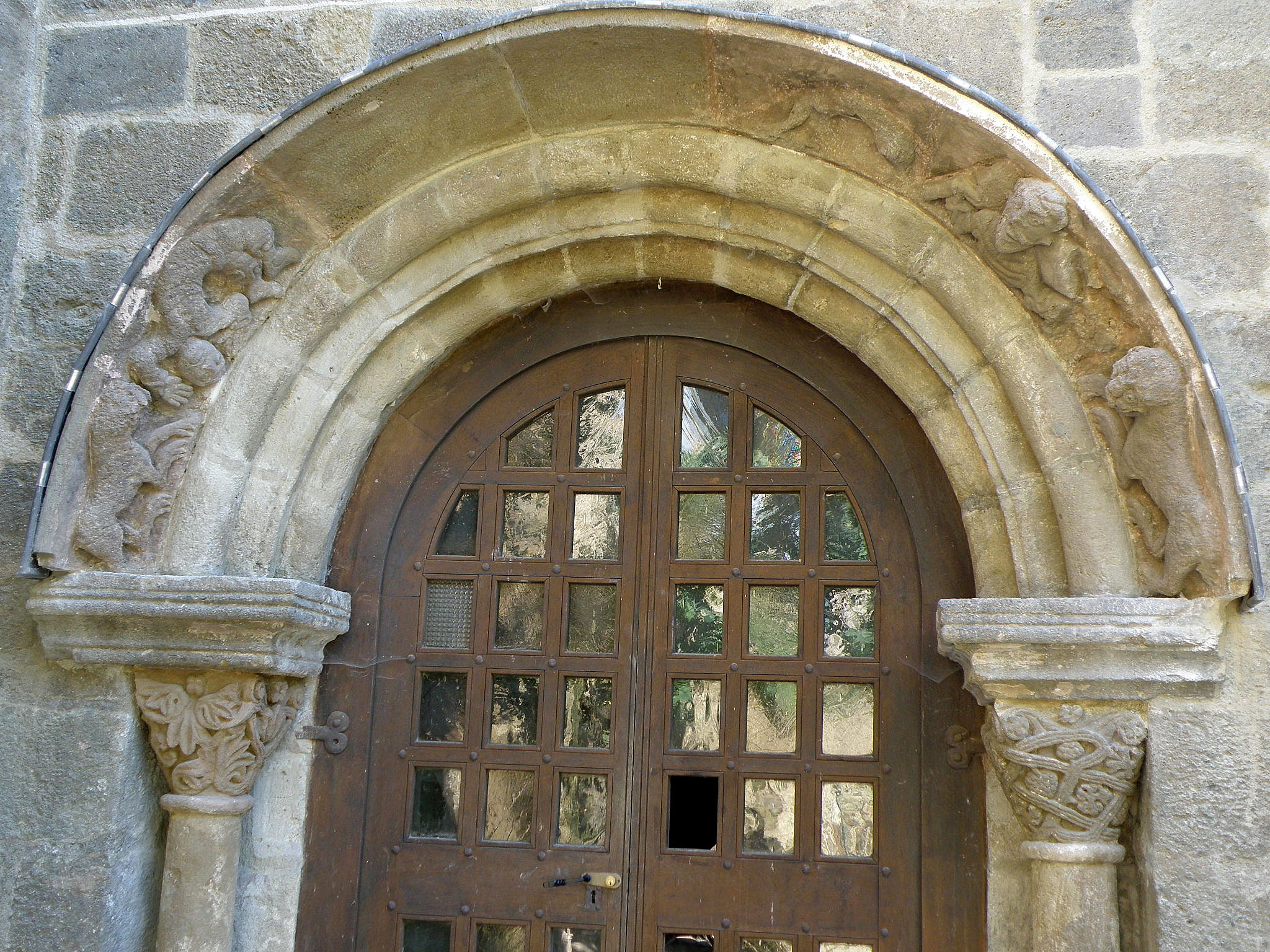
Porte dans le flanc nord de la nef, donnant sur le cloître.
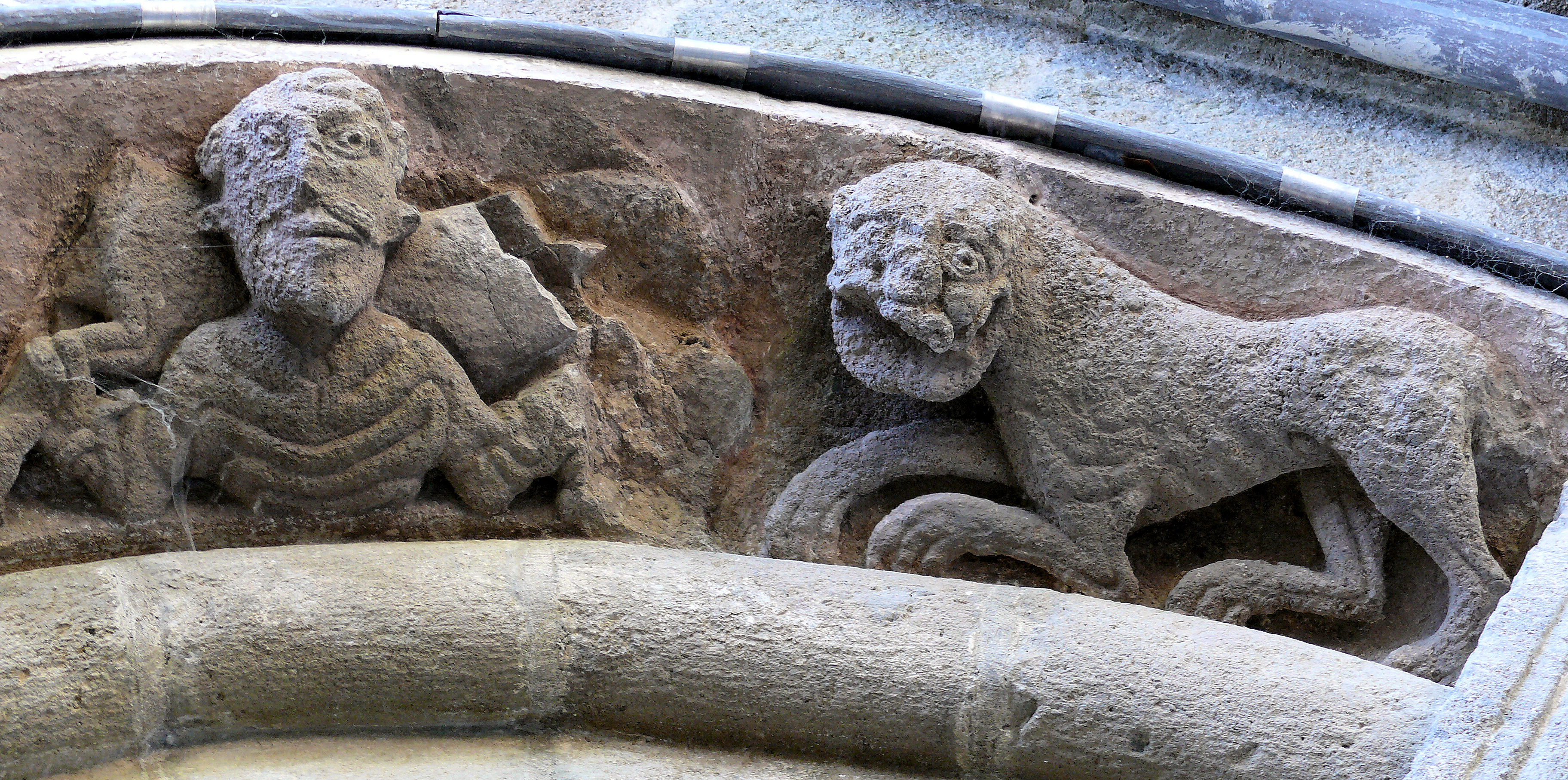
Voussure de la porte du cloître.
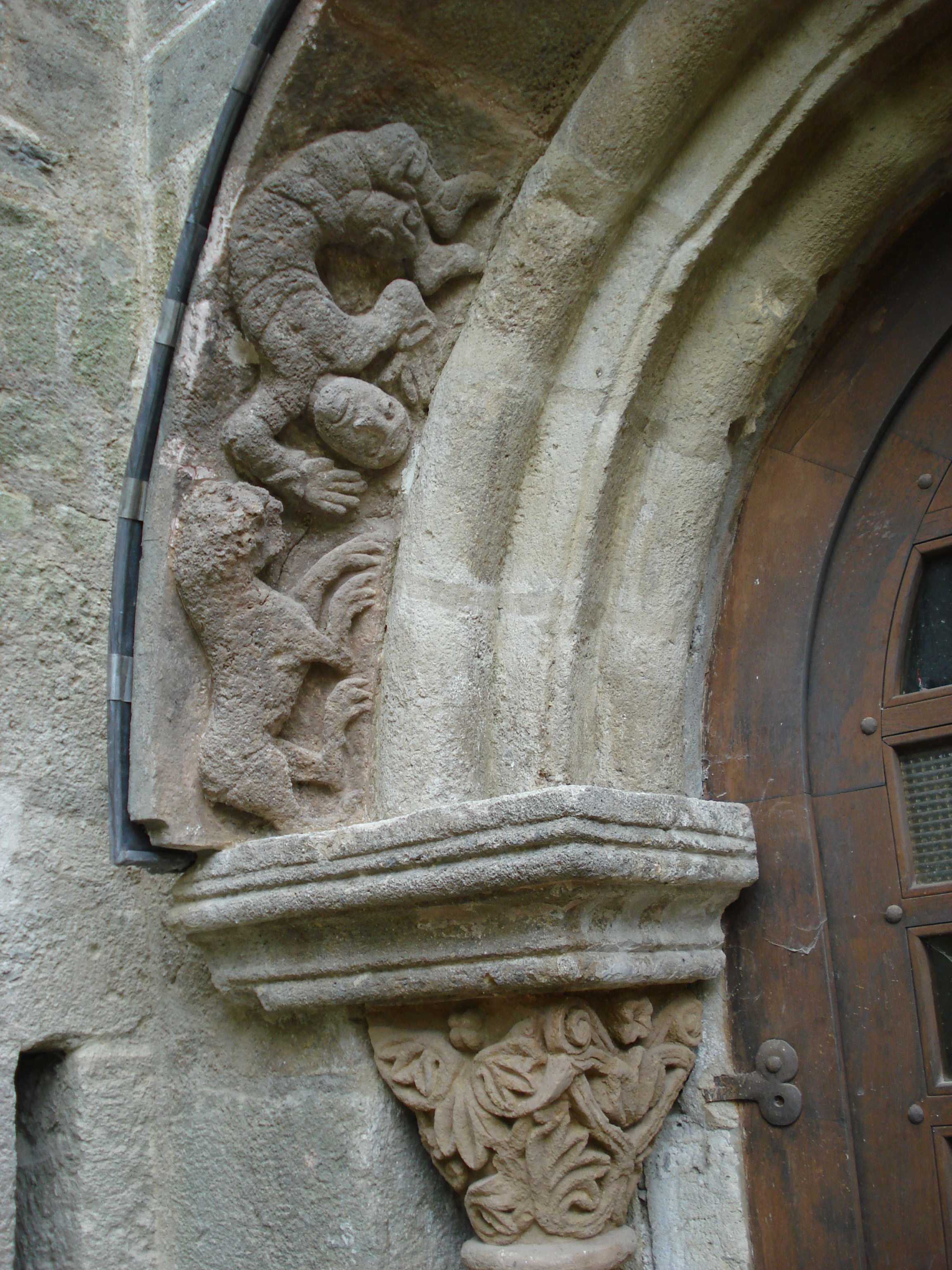
Détail sculpté du portail.
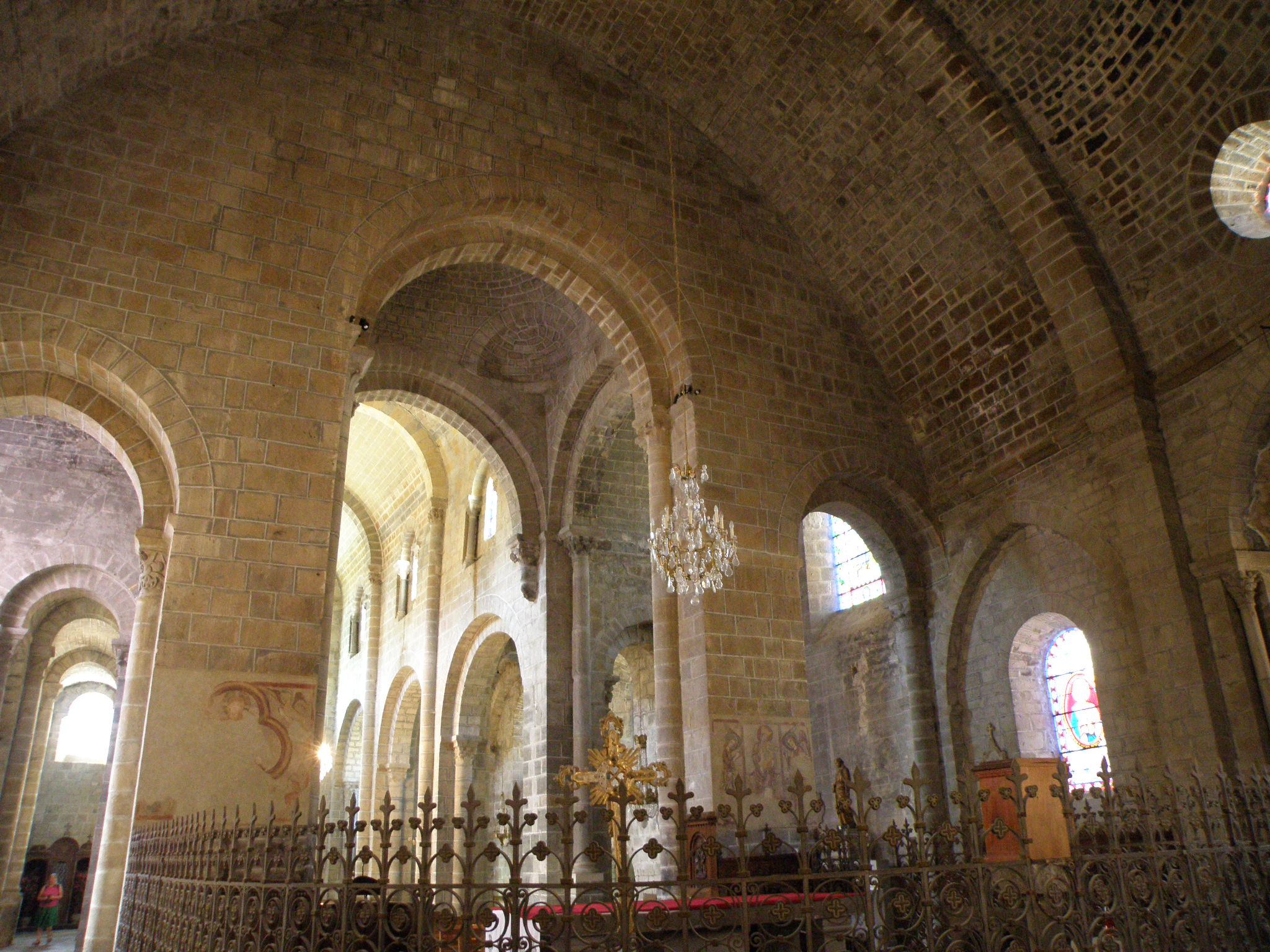
Abside, avec fresques du XIIIe siècle.
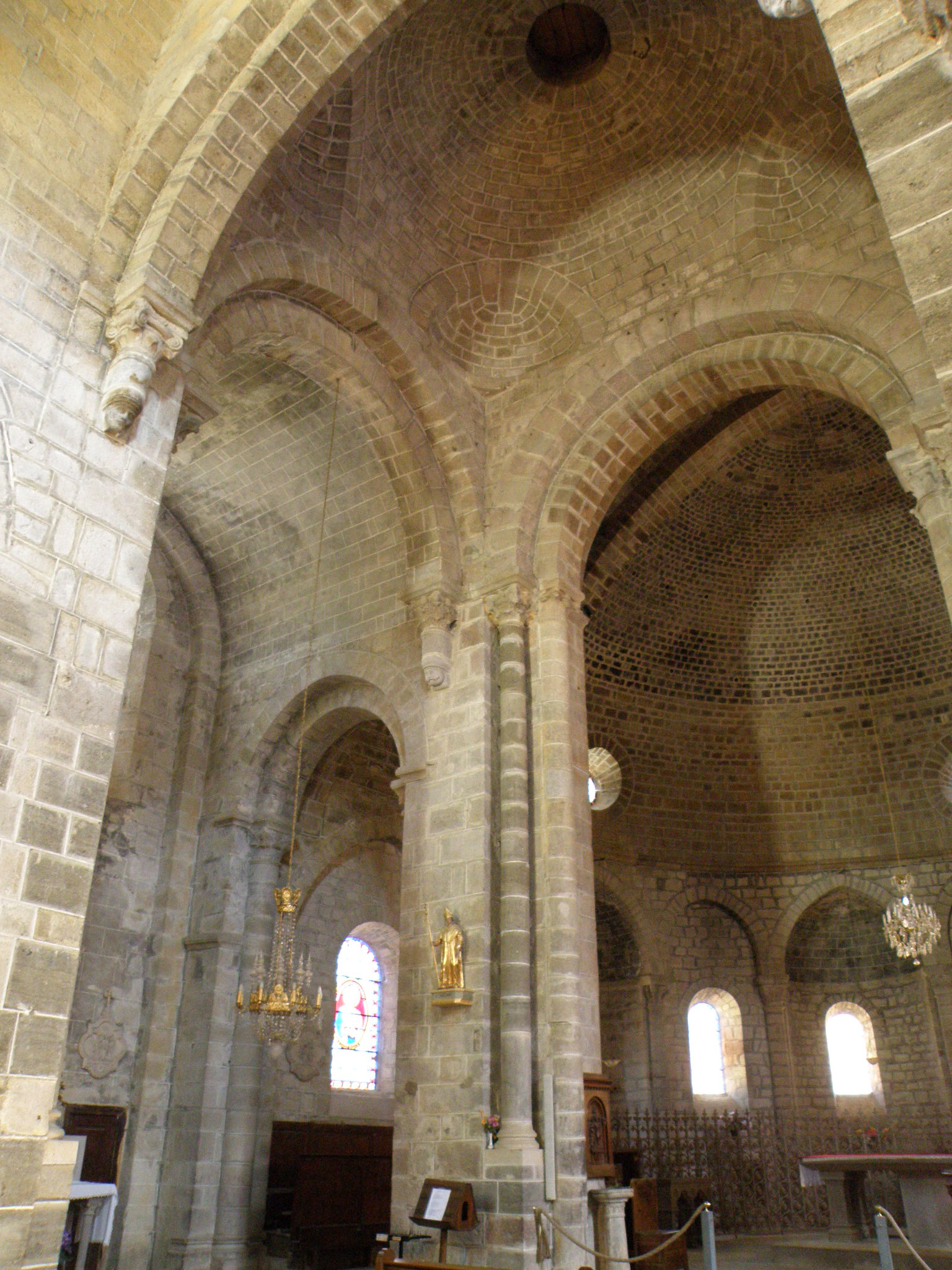
Croisée du transept.
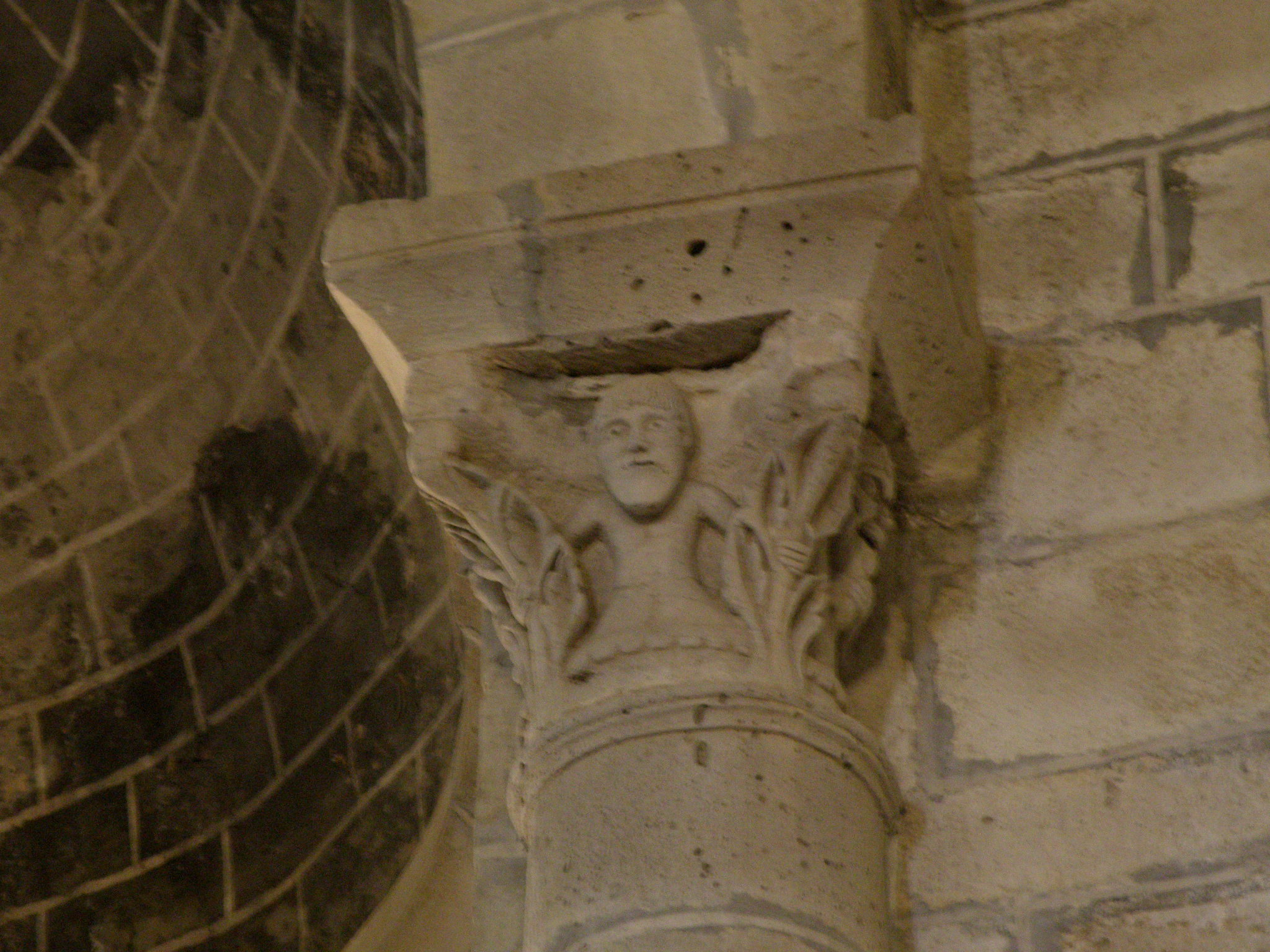
Chapiteau dans la nef.
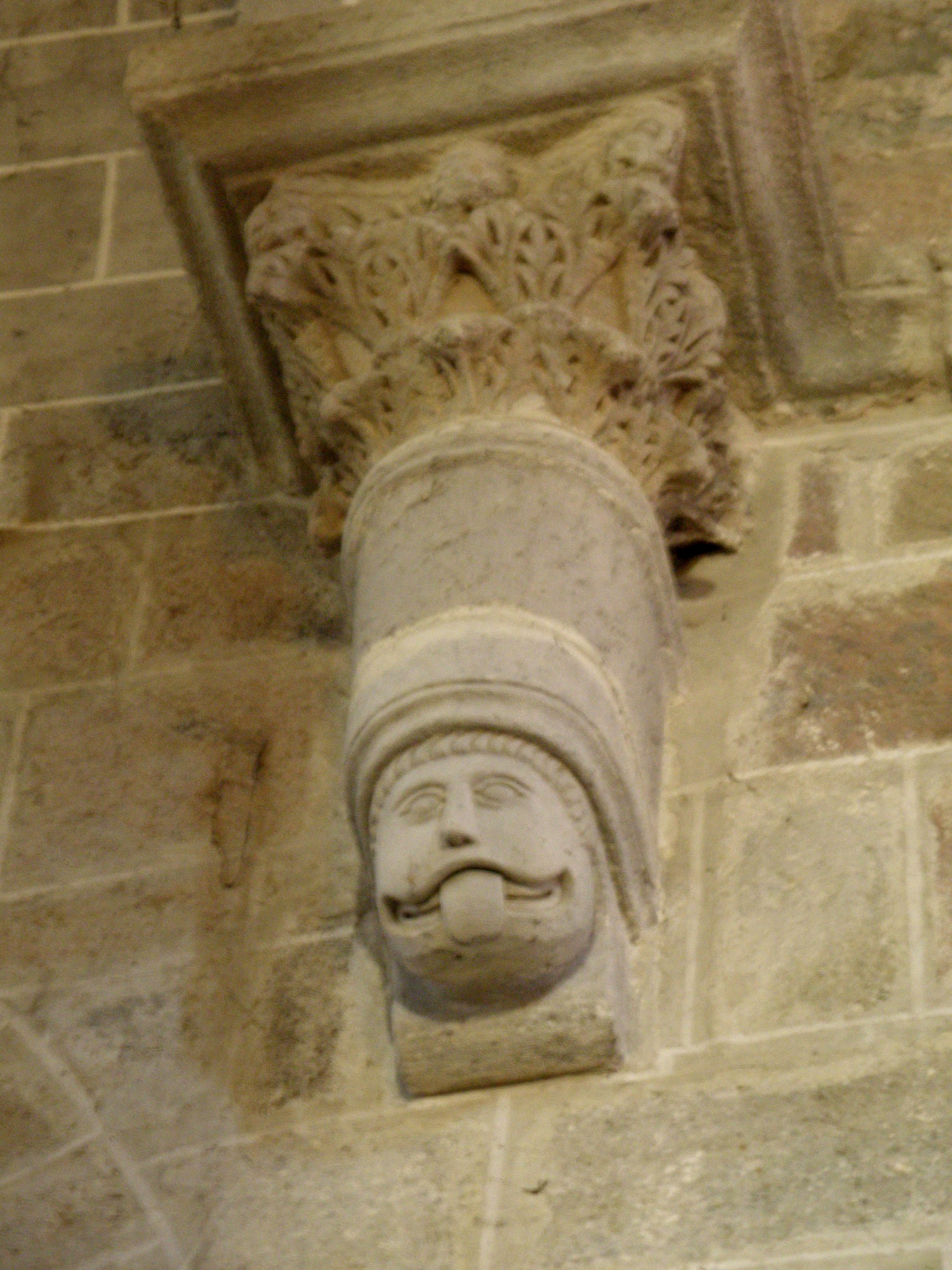
Un autre chapiteau dans la nef.
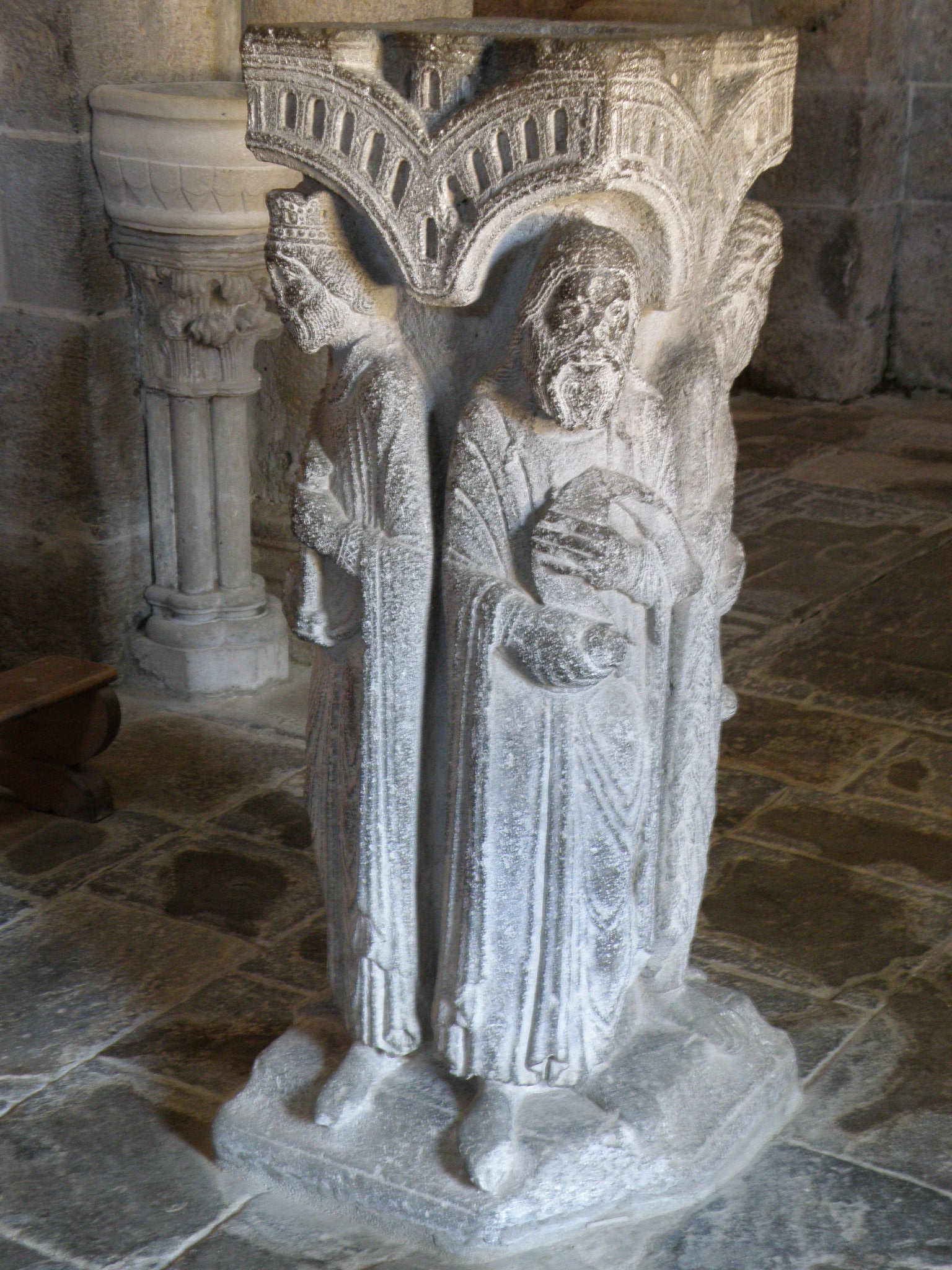
Bénitier (XIIe siècle).
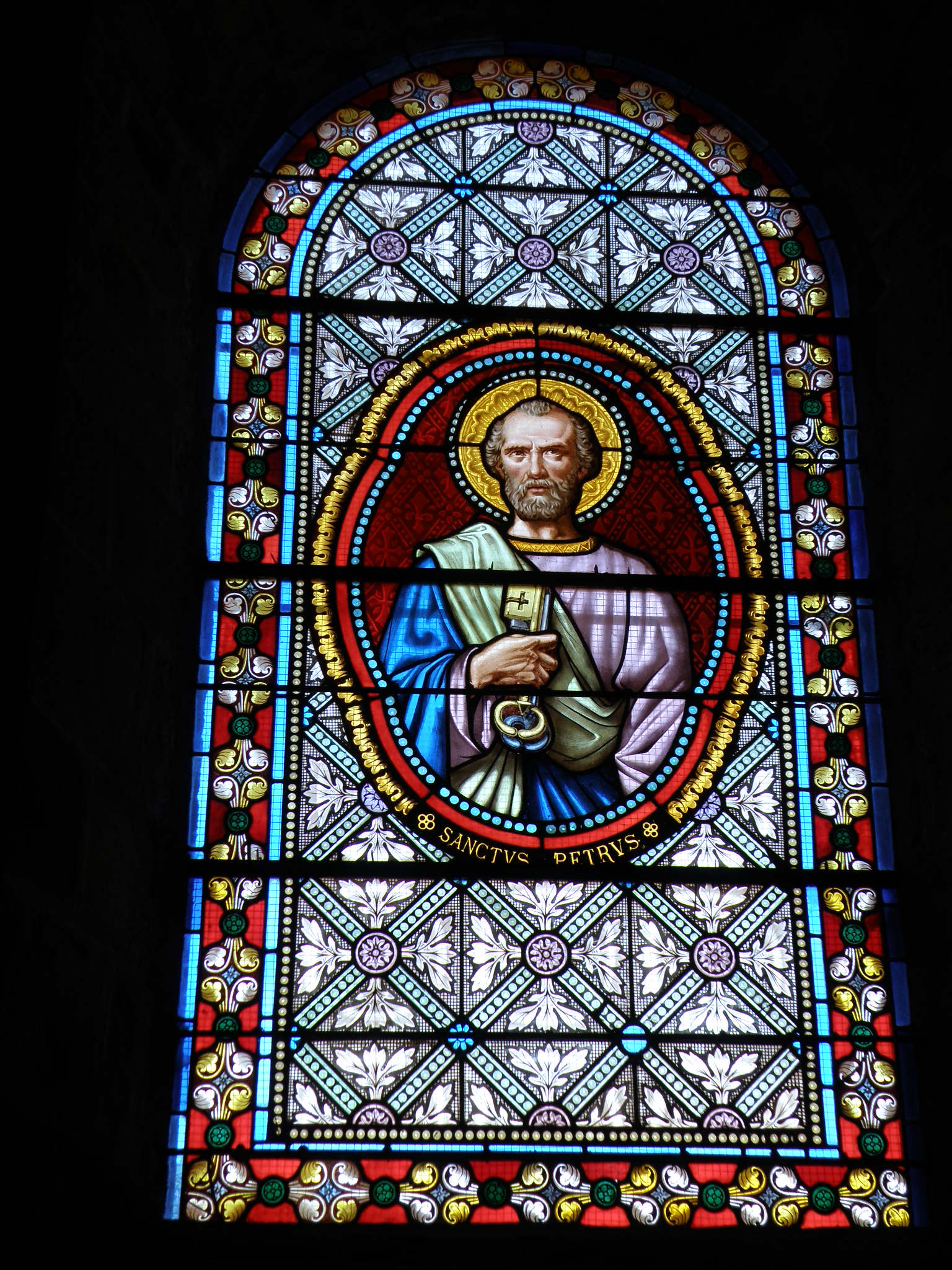
Vitrail.